# 강한 칼: 도도견혈
《강한 칼: 도도견혈》(钢刀, Brothers)은 중국에서 제작된 아감 감독의 2016년 드라마, 액션, 전쟁 영화이다. 이동학 등이 주연으로 출연하였다. 2016년 5월 20일 차이나 필름, 저장톈모테크놀로지에 의해 중국에서 개봉되었다.

## 줄거리
이 영화는 삶 속 유대관계가 있던 두 형제가 1936년 내전을 통해 겪는 아픔을 그리고 있다.

## 출연
출연자는 다음과 같다.

### 주연
- 이동학
- 하윤동
- 하재동